# Arato (mitología)
En la mitología griega Arato (en griego antiguo: Ἄρατος, Áratos) era un dios menor asociado al culto de Asclepio, dios de la medicina y la curación. En una inscripción hallada en Epidauro se nos dice que Arato era un héroe que protegía contra las posesiones y cuyo padre fue una serpiente. Pausanias es la única fuente escrita que nos habla de Arato. Dice que en el Asclepión en Epidauro hay imágenes del padre de Arato, Asclepio, y también de su madre, Aristodama, montada sobre una serpiente.  No se sabe hasta qué punto este personaje estaba conectado con la divinización del poeta Arato de Sición;  Pausanias de hecho nos habla de ambos personajes sin diferenciarlos bien, acaso como si se tratase del mismo personaje.  De hecho el mismo autor se refiere, en otra parte de su obra, a otro culto asociado a Asclepio, el de Telésforo.